# 羅斯穆爾 (加利福尼亞州)
羅斯穆爾（英語：Rossmoor）是位於美國加利福尼亞州橘縣的一個人口普查指定地區。

## 地理
羅斯穆爾的座標為33°47′20″N 117°04′47″W / 33.78889°N 117.07972°W，而該地最高點為海拔高度4米（即13英尺）。

## 人口
根據2010年美國人口普查的數據，羅斯穆爾的面積為3.983平方千米，均為陸地。當地共有人口10244人，而人口密度為每平方千米2,571人。